# Ассоль (яхта)

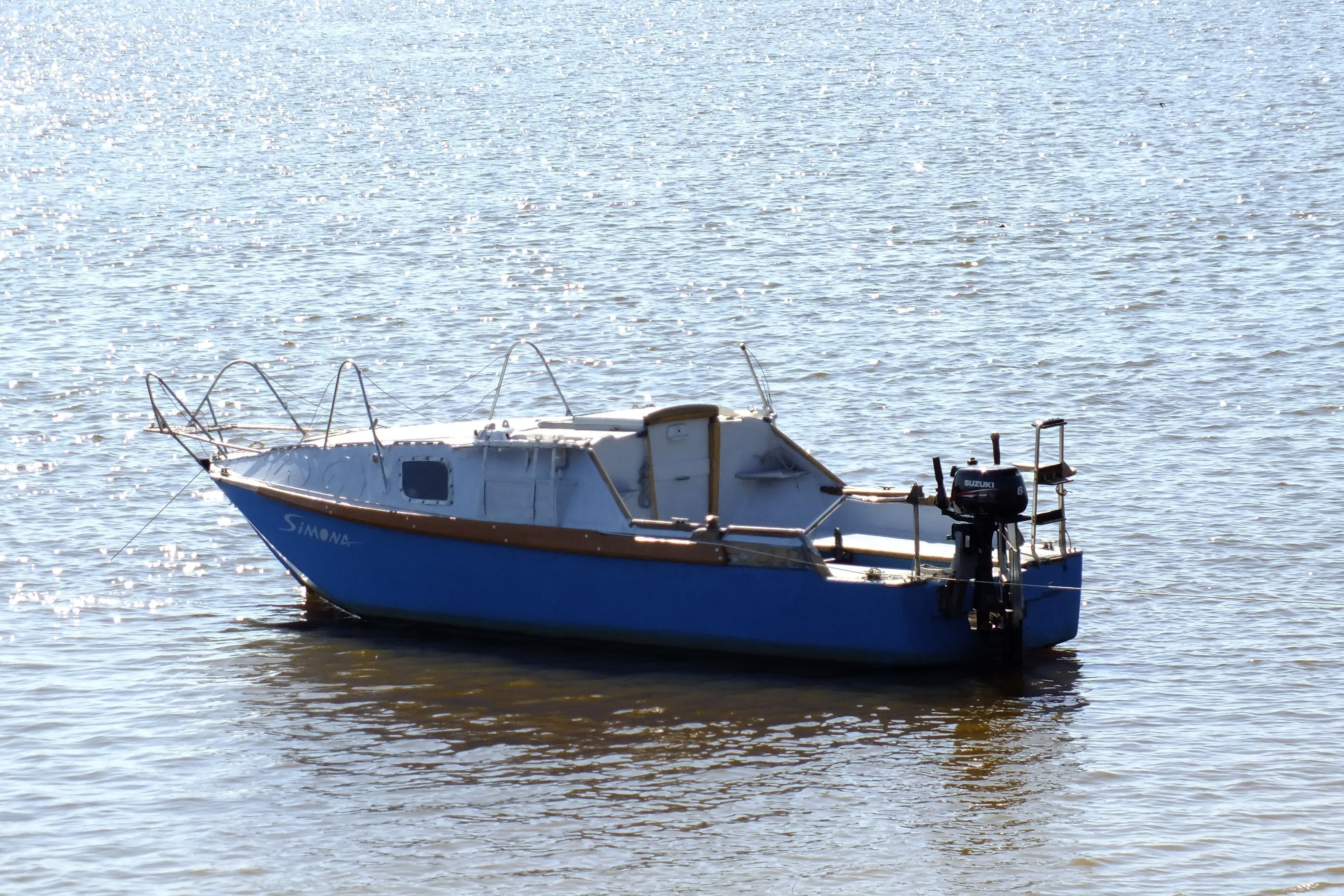
Яхта класса «Ассоль», без мачты.

Ассо́ль — класс прогулочных яхт, выпускавшихся в СССР. Разработан в ЦКБ «Нептун». Первые яхты, доступные широким слоям населения в 1970-е годы, продавались по цене 3000 руб. за штуку. В дальнейшем стоимость была увеличена до 6000 р.
Яхты были сделаны из стеклопластика и относились к типу «компромисс», что позволило добиться высокой надёжности и безопасности этих яхт для семейного плавания. Выпускались с 1970-х до начала 1980-х годов на судостроительном заводе «Авангард» (Петрозаводск).
Характеристики:
 — длина 5,6 м
 — ширина 2 м
 — осадка 0,6 м
 — площадь парусности 13,7 кв.м.

## Происхождение названия
Ассоль — героиня повести Александра Степановича Грина «Алые паруса».